# Forssa
Forssa a dél-finnországi (Häme) tartományban található 18 000 fős település, a régió egyik gazdasági központja. Elhelyezkedése előnyös mind a lakosság számára, mind pedig gazdasági szempontból, mivel Finnország három legjelentősebb városa — Helsinki, Tampere és Turku — között található. Forssa községet hivatalosan 1923-ban alapították, majd 1964-ben emelkedett városi rangra. 1969-ben egyesítették szomszédos településével, Koijärvivel.
A város többek között évente megrendezett kulturális és sport eseményeiről híres, mint például a TyykiBlues és a Forssan Hiljat zenei fesztiválok, a forssai némafilmfesztivál, a Pick-Nick veteránautó kiállítás, vagy a Suvi-ilta maraton.

## Történelem
A város történelme a 19. század közepére nyúlik vissza, amikor a svéd származású Axel Wilhelm Wahren (1814 – 1885) megalapította Forssa nevű textilgyárát a Loimijoki folyó partján. Wahren Stockholmban született egy kereskedő fiaként. Ruhafestőként dolgozott, iparossegéd éveiben lehetősége nyílt bejárnia egész Európát, és megismerkednie a textilipari újításokkal. 1838-ban költözött Finnországba, Jokioinenben bérelt egy ruhagyárat és vezette azt mintegy tíz éven keresztül. 1847-ben hozta létre a Forssa vállalatot, ami élete fő műve lett, és amit folyamatosan fejlesztett. Elsőnek a fonoda kezdte meg működését 1849-ben, majd 1856-tól a Wiksberg szövőüzem is. Az üzemekhez létrehozott a munkások számára lakóházakat, kórházat, könyvtárat, iskolát és parkot is. Fejlesztései közül az egyik legkiemelkedőbb az 1861-ben — Finnországban elsőként — létrehozott textilnyomó részleg. A gyárnak 1926-ig (a Pori Pamut cég tevékenységének bővítéséig) nem volt versenytársa Finnországban a nyomott szövet előállításában.

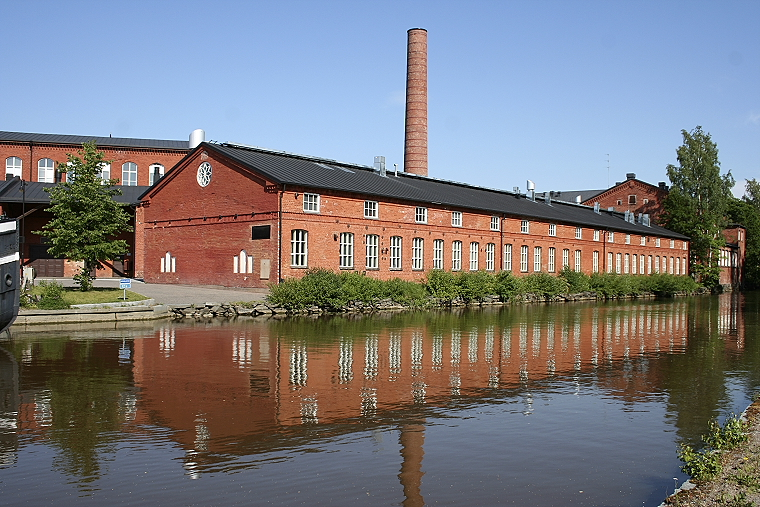
Loimijoki folyó

A 19. századi Forssa sok szempontból példaként szolgált. A gyár és a köré épült község az akkori viszonyokhoz képest igen jól szervezett volt, az egészségügy, szabadidős tevékenységek és az oktatás terén is. A virágzó iparág felhívta a figyelmet a művészet és a kultúra iránt, így számos kiemelkedő művész útja Forssán át vezetett. 
A település emellett az 1903-as forssai kongresszus miatt került be a történelemkönyvekbe mint a munkásmozgalomban vezető szerepet játszó tényező. A Finn Szociáldemokrata Párt ezen az alapítóülésének is tartott eseményen vette fel jelenleg is használt nevét. A találkozón megfogalmazott célkitűzések egészen 1952-ig a párt hivatalos programjának részét alkották.
1934-ben a Forssa egyesült a Finlayson vállalattal, így létrejött a Finlayson Forssa Oy (részvénytársaság). A cég központi irodája Tamperébe került, de a nyomott szövet előállítását továbbra is Forssában összpontosították.
Az 1970-es évektől textilipari jelentősége csökkent. A fonoda 1981-ben, a szövőüzem pedig 1996-ban fejezte be működését. Az utolsó méter nyomott szövetet 2009 őszén készítették. 
Az 1960-as években a városkép kezdett megváltozni. Armas Puolimatka Forssában hozta létre Rakennusvalmiste nevű vállalatát; gyárépületeinek és fejlesztéseinek köszönhetően hamarosan kialakult az 1970-es évek modern városközpontja.

## Nevezetességek, látnivalók

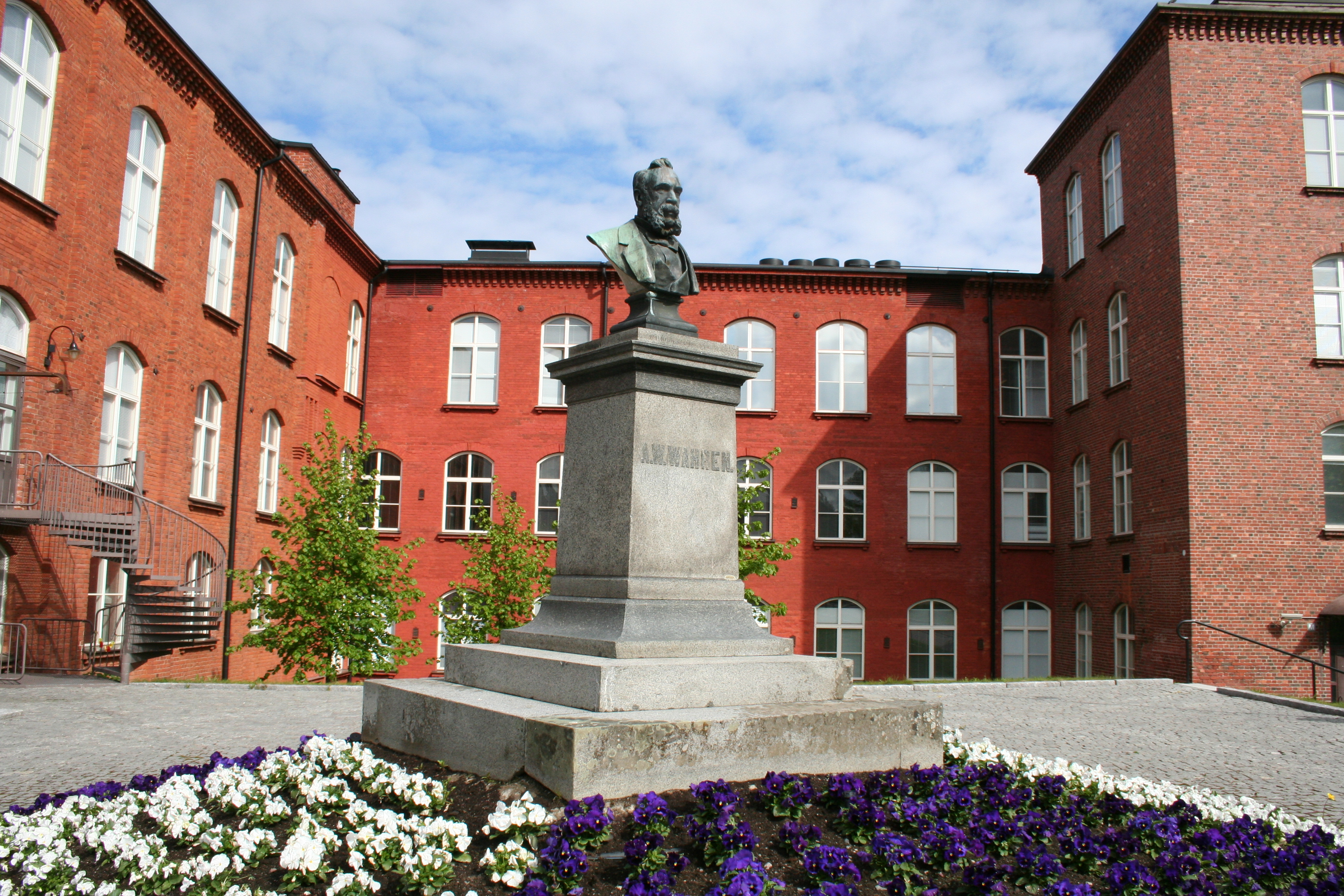
Wahren-központ

- Az egykori fonoda területe (Kehräämöalue): A folyó partján álló vörös téglás épületek meghatározó képét alkotják a városnak. A szövőüzem térsége ma üzletközpontként, a fonoda pedig oktatási, kulturális és szabadidős központként üzemel (Wahren-központ). Itt találhatóak a város múzeumai (pl. a Forssai, a Természettudományi és a Textilmúzeum), könyvtára, és egy 2007-ben felújított park is.Forssai templom

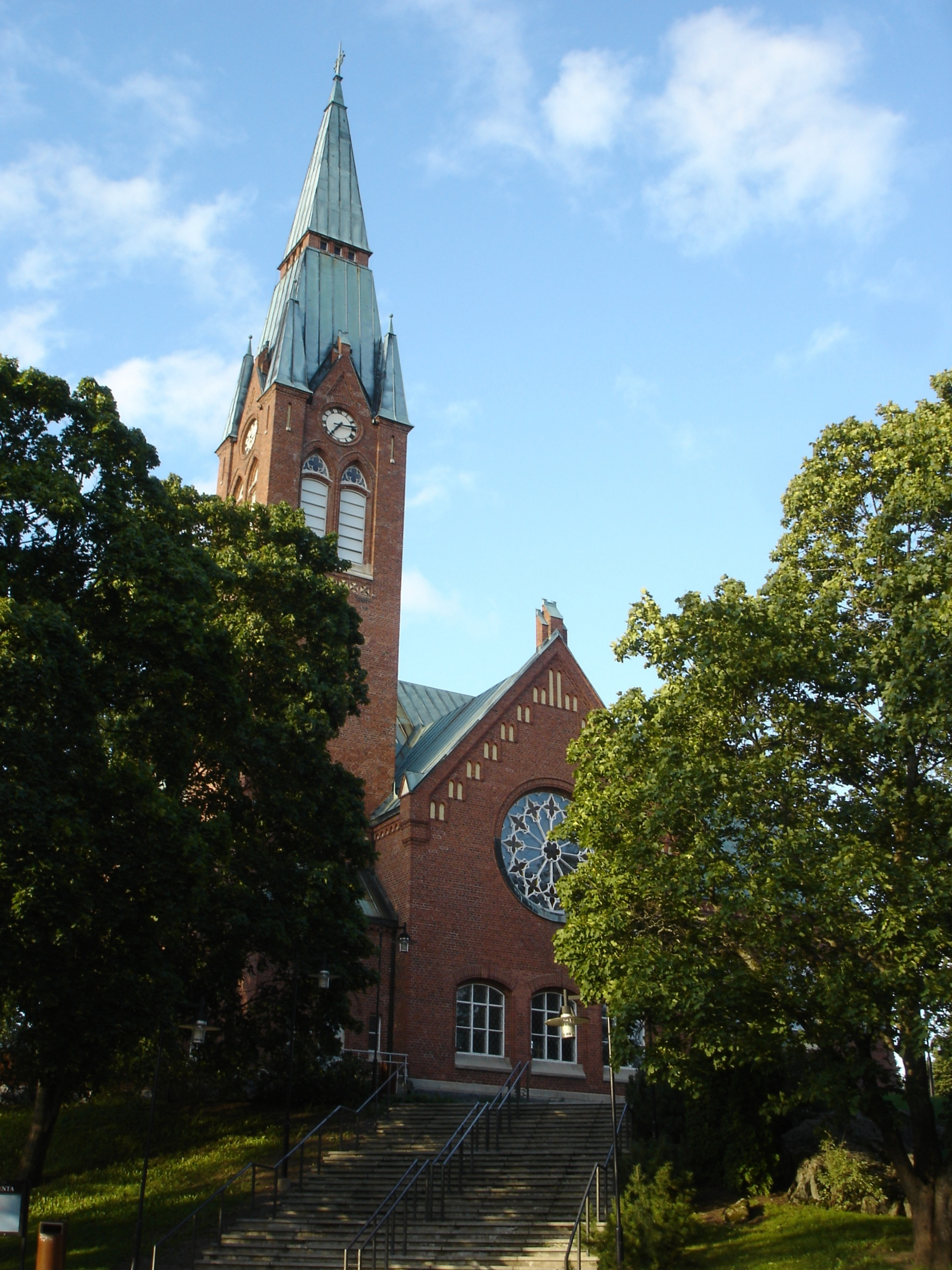
Forssai templom

- Forssai templom: A neogótikus stílusú kőtemplom építését 1914-ben kezdték el Josef Stenbäck építész tervei alapján. 1917-ben készült el, de csak egy évvel később, 1918 szeptemberében avatták fel.
- Hevossilta múzeum (Museotila Hevossilta): A múzeumban megismerkedhetünk a délnyugat-finnországi vidéki élet két időszakával: a 16. és 19. század jellegzetességeivel. A múzeum mellett lehetőség nyílik rendezvények, találkozók szervezésére, levezetésére korhű díszletek között, valamint hagyományos szaunák is várják a látogatókat.

## Testvérvárosai
- Södertälje, Svédország
- Sarpsborg, Norvégia
- Struer, Dánia
- Szerpuhov, Oroszország
- Gödöllő, Magyarország (1990)
- Sault Ste. Marie, Kanada
- Tierp, Svédország